# 斯科罗雷布农村居民点
斯科罗雷布农村居民点（俄语：Скорорыбское сельское поселение）是俄罗斯联邦沃罗涅日州波德戈连斯基区所属的一个农村居民点。其下辖有7个居民点，行政中心为大斯科罗雷布。据2016年统计，该农村居民点的人口为956人。